# Ủy ban Bảo vệ Tài nguyên và Môi trường Đại hội Đại biểu Nhân dân Toàn quốc
Ủy ban Bảo vệ Tài nguyên và Môi trường Đại hội Đại biểu Nhân dân Toàn quốc (tiếng Trung: 全国人民代表大会环境与资源保护委员会; Hán-Việt: Toàn quốc Nhân dân Đại biểu Đại hội Hoàn cảnh dữ Tư nguyên Bảo hộ Ủy viên hội; bính âm: Quánguó Rénmín Dàibiǎo Dàhuì Huánjìng Yǔ Zīyuán Bǎohù Wěiyuánhuì) là một trong mười ủy ban chuyên môn của Đại hội Đại biểu Nhân dân Toàn quốc (Nhân Đại Toàn quốc), cơ quan quyền lực nhà nước cao nhất của Cộng hòa Nhân dân Trung Hoa. Ủy ban chuyên môn này được thành lập trong kỳ họp đầu tiên của Đại hội Đại biểu Nhân dân Toàn quốc khóa VIII vào tháng 3 năm 1993 và đã tồn tại cho mọi kỳ Nhân Đại Toàn quốc kể từ đó.

## Chủ nhiệm
| Nhân Đại Toàn quốc                            | Chủ nhiệm               | Phó Chủ nhiệm | Ủy viên |
| --------------------------------------------- | ----------------------- | --- | --- |
| Đại hội Đại biểu Nhân dân Toàn quốc khóa VIII | Khúc Cách Bình (曲格平) | | |
| Đại hội Đại biểu Nhân dân Toàn quốc khóa IX   | Khúc Cách Bình (曲格平) | | |
| Đại hội Đại biểu Nhân dân Toàn quốc khóa X    | Mao Như Bách (毛如柏)   | | |
| Đại hội Đại biểu Nhân dân Toàn quốc khóa XI   | Uông Quang Đào (汪光焘) | | |
| Đại hội Đại biểu Nhân dân Toàn quốc khóa XII  | Lục Hạo (陆浩)          | - Vương Vân Long (王云龙) - Bạch Ân Bồi (白恩培) (bị bãi miễn) - Trương Vân Xuyên (张云川) - Vương Hồng Cử (王鸿举) - La Thanh Tuyền (罗清泉) - Vệ Lưu Thành (卫留成) - Mạnh Vĩ (孟伟) - Hoàng Tiểu Tinh (黄小晶) - Tưởng Cự Phong (蒋巨峰) - Hoàng Hiến Trung (黄献中) - Vương Khánh Hỉ (王庆喜) - Cung Kiến Minh (龚建明) - Lưu Đức Thụ (刘德树) - Viên Tứ (袁驷) | - Bao Thụy Linh (包瑞玲) - Lã Thái Hà (吕彩霞) - Diêm Tiểu Bồi (闫小培) - Mễ Bác Hoa (米博华) - Tôn Cần (孙勤) - Lý Thế Minh (李世明) - Lý Thanh Ấn (李清印) - Dương Vệ (杨卫) - Dương Canh Vũ (杨庚宇) - Trương Hưng Khải (张兴凯) - Chu Lai Cường (周来强) - Triệu Trung Tân (赵忠新) - Đoạn Cường (段强) - Cố Dật Đông (顾逸东) - Tưởng Trang Đức (蒋庄德) - Bồ Trường Thành (蒲长城) - Đậu Thụ Hoa (窦树华) |
| Đại hội Đại biểu Nhân dân Toàn quốc khóa XIII | Cao Hổ Thành (高虎城)   | | |
| Đại hội Đại biểu Nhân dân Toàn quốc khóa XIV  | Lộc Tâm Xã (鹿心社)     | | |